# Centro volcánico de Quimsacocha
El centro volcánico de Quimsacocha es un páramo andino de Ecuador, en la provincia de Azuay. En verdad, el páramo se sitúa sobre una extensa caldera volcánica. El Centro Volcánico de Quimsacocha es un complejo volcánico ubicado en la provincia de Azuay, en el sur de Ecuador. A diferencia de otros volcanes de la región, el Quimsacocha no tiene una fecha exacta de descubrimiento,sin embargo, es posible que se hayan realizado estudios en la zona en diferentes momentos del siglo XX y XXI para entender mejor su origen y características. También es posible que las comunidades locales hayan compartido información y conocimientos sobre el lugar a lo largo de la historia. ya que ha sido conocido y utilizado por las comunidades locales durante siglos debido a sus fuentes termales y otros recursos naturales.
No hay registro de una erupción histórica en el Centro Volcánico de Quimsacocha. Sin embargo, el complejo volcánico se considera activo y ha experimentado actividad sísmica y fumarólica en el pasado reciente. Se han registrado pequeñas emisiones de gas y ceniza, y en 2007 se reportó la formación de una fumarola en el sector norte del volcán.
El Centro Volcánico de Quimsacocha es un sitio importante para la investigación geológica debido a su compleja historia de formación y su ubicación en una zona de alta actividad sísmica. Además, es un destino popular para los turistas debido a sus paisajes naturales y sus fuentes termales.

## Aspecto y vulcanismo
La caldera volcánica tiene un diámetro de aproximadamente 13 km. El volcán se originó a partir de una subducción, como un estratovolcán, que empezó a expulsar muchas lavas. Con la siguiente erupción se formaron muchos domos volcánicos y se abrieron varias ventanas, y finalmente se produjo el colapso del volcán que formó la caldera. La roca dominante de esta caldera es la adakita, y también hay yacimientos de oro en la zona.
Al noreste de la caldera se encuentra el volcán de Yanasacha.

## Alrededores
Debido a los yacimientos de oro de la zona. Se está planeando hacerse proyectos mineros en la caldera volcánica.
Proyecto suspendido mediante consulta popular en el canton Giron en el año 2019